# Дрифтзете
Дрифтзете (нем. Driftsethe) — община в Германии, в земле Нижняя Саксония.
Входит в состав района Куксхафен. Подчиняется управлению Хаген. Население составляет 727 человек (на 31 декабря 2010 года). Занимает площадь 15,37 км².